# Mensur Bajramović
Pour les articles homonymes, voir Bajramović.
Mensur Bajramović, né le 15 août 1965, à Zenica, en République socialiste de Bosnie-Herzégovine, est un joueur et entraîneur bosnien de basket-ball. Il évolue durant sa carrière au poste d'ailier.

## Palmarès
Entraîneur
- Coupe de Bosnie-Herzégovine 2005